# Nil Solans

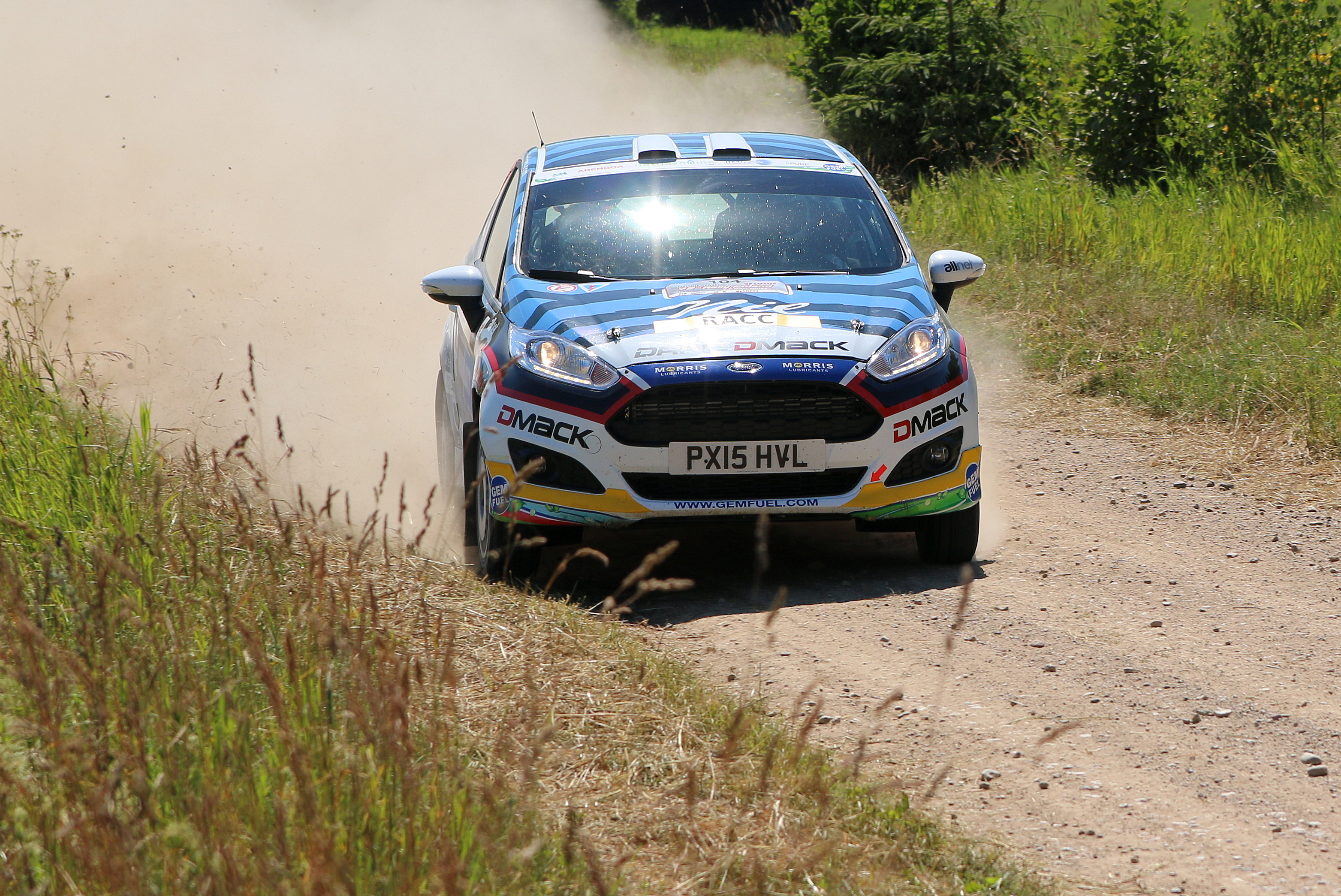
Solans en el rally de Polonia de 2015.

Nil Solans Baldó (Matadepera, 14 de abril de 1992) es un piloto de rally español. Fue campeón del mundo de rally júnior y del WRC 3 en 2017, ganador de las GSeries Andorra tres años seguidos (2015, 2016 y 2017), campeón de España de tierra y de Cataluña en la categoría dos ruedas motrices en 2013, ganador de la Copa de España (tierra) en 2013 y subcampeón de España de rallies de tierra en 2014.
Tiene un hermano, Jan Solans, que también es piloto de rally.

## Trayectoria
En 1999 debutó en la modalidad de karting participando en pruebas tanto en Cataluña como en el resto de España. En 2011 y 2012 participa en la G-Series BPA, un campeonato sobre hielo.
Debutó en rallyes en 2012 en pruebas del regional catalán con un Peugeot 107, finalizando quinto en el Volant RACC, y ese mismo año debuta en el campeonato del mundo con un Ford Fiesta R2. Lo hace en el Rally de Finlandia logrando el puesto 41º. Aprovechando la estancia en el país nórdico también participa en dos pruebas regionales, el SM O.K. Auto-ralli y el Merikievari SM-Ralli con resultados discretos. Año siguiente continua en Cataluña con el Peugeot 207 RC y debuta en el nacional de tierra con un séptimo puesto en el Rally de Tierra Ciuta de Cervera. En noviembre acude al Rallye de Tierra Riolobos con un Mini Cooper Countryman donde logran su primer podio nacional, un segundo puesto. 
En 2014 combina pruebas del nacional de tierra con varias citas del extranjero participando en la Drive Dmack Cup. Con el Škoda Fabia S2000, primera participación con un vehículo de esta categoría, logra el segundo puesto en el Rally Concello de Curtis, segundo podio en el certamen de tierra. Con el Ford Fiesta R2 acude a Portugal, Polonia, Finlandia y Alemania y posteriormente acude al Rally Ciutat de Cervera con el Mitsubishi Lancer Evo X logrando su primera victoria absoluta en el campeonato nacional de tierra. En el Rally Cataluña termina en el puesto vigésimo sexto y vence en la categoría Drive Dmack Cup. Para cerrar la temporada participa en el Rally de Tierra Riolobos de nuevo con el Lancer EVO X logrando su segunda victoria lo que le sirve para lograr el subcampeonato en el campeonato de España. 
En la temporada 2015 continua alternando sus participaciones en el certamen nacional con varias pruebas en el extranjero. Con el Lancer EVO X logran dos cuartos puestos en Lorca y Navarra y posteriormente participan en su primera prueba del campeonato de España de asfalto, en el Sierra Morena aunque no logra terminar al sufrir una avería en la caja de cambios de su EVO X. Con el Fiesta R2 logra un podio en la categoría Drive Dmack Cup en Portugal, y luego acude a Alemania y Córcega con el Peugeot 208 T16 de ACSM Rallye Team consiguiendo dos séptimos en la categoría WRC 2.

### Volant Peugeot
En 2016 acude a Francia para participar en la Volant Peugeot con un 208 R2. Logra un tercer puesto en el Rallye d'Antibes - Côte d'Azur como mejor resultado, además de un cuarto puesto y dos abandonos, uno por avería y otro por accidente. En España disputa dos pruebas del nacional de asfalto con el Peugeot 208 T16. Abandona por avería en el Rally de La Nucía-Mediterráneo y se sube al podio en el Rally Comunidad de Madrid, el primero en este campeonato.

### Mundial Júnior y WRC 3
Para la temporada 2017 da un salto significativo al campeonato del mundo participando de manera simultánea en el mundial júnior en el WRC 3 con un Ford Fiesta R2 donde consigue subirse al podio en todas las pruebas en las que participa. Suma cuatro victorias en el primero, (Córcega, Cerdeña, Polonia y Cataluña) y tres en el segundo (Cerdeña, Polonia y Cataluña) proclamándose campeón en ambos certámenes. Solans se convierte en el tercer piloto español en ganar el mundial júnior, el último había sido Dani Sordo en 2005, y el primero en el WRC 3.

### WRC 2
En 2018 adquiere un Ford Fiesta R5 con el que participa en el WRC 2. Logra como mejores resultados dos quintos puestos en Argentina y Cataluña, en esta última logrando un décimo sexto puesto de la general, su mejor resultado en una prueba del campeonato del mundo. Suma treinta y cuatro puntos en el WRC 2 y es décimo segundo.
Para la temporada 2019 se asegura su continuidad en el campeonato del mundo con un Ford Fiesta R5 preparado por M-Sport y con el copiloto Marc Martí a su derecha. Disputa el rally de Córcega donde sufre varios problemas mecánicos, primero con el diferencial y luego con los frenos que le provocan una salida de pista. Aunque lograron volver a la asistencia decidieron retirarse al tener dañado el arco de seguridad. En Cerdeña tampoco logra terminar y semanas después anuncia en las redes sociales que no acudirá a Alemania al no disponer del presupuesto necesario para poder participar.

## Resultados

### WRC
| Año  | Equipo                   | Automóvil             | 1   | 2      | 3      | 4       | 5      | 6      | 7      | 8       | 9       | 10     | 11     | 12      | 13     | 14    | Pos. | Puntos |
| ---- | ------------------------ | --------------------- | --- | ------ | ------ | ------- | ------ | ------ | ------ | ------- | ------- | ------ | ------ | ------- | ------ | ----- | ---- | ------ |
| 2012 | Nil Solans               | Ford Fiesta R2        | MON | SWE    | MEX    | POR     | ARG    | GRE    | NZL    | FIN 41  | DEU     | GBR    | FRA    | ITA     | ESP    |       | -    | 0      |
| 2013 | Escudería Motor Terrassa | Ford Fiesta R2        | MON | SWE    | MEX    | POR     | ARG    | GRE    | ITA    | FIN     | DEU     | AUS    | FRA    | ESP Ret | GBR    |       | -    | 0      |
| 2014 | Nil Solans               | Ford Fiesta R2        | MON | SWE    | MEX    | POR Ret | ARG    | ITA    | POL 47 | FIN 33  | DEU 54  | AUS    | FRA    | ESP 26  | GBR    |       | -    | 0      |
| 2015 | ACSM Rallye Team         | Ford Fiesta R2T       | MON | SWE    | MEX    | ARG     | POR 34 | ITA    | POL 51 |         |         |        |        |         |        |       | -    | 0      |
| 2015 | ACSM Rallye Team         | Peugeot 208 T16       |     |        |        |         |        |        |        | FIN     | DEU 20  | AUS    | FRA 27 | ESP 49  | GBR 21 |       | -    | 0      |
| 2016 | Escudería Motor Terrassa | Ford Fiesta R2T       | MON | SWE    | MEX    | ARG     | POR    | ITA    | POL    | FIN     | GER     | FRA    | ESP 17 | GBR     | AUS    |       | -    | 0      |
| 2017 | Nil Solans               | Ford Fiesta R2T       | MON | SWE    | MEX    | FRA 23  | ARG    | POR 30 | ITA 18 | POL 24  | FIN 25  | GER 39 | ESP 28 | GBR     | AUS    |       | -    | 0      |
| 2018 | Nil Solans               | Ford Fiesta R5        | MON | SWE 22 | MEX 21 | FRA 34  | ARG 18 | POR 19 | ITA    | FIN     | GER Ret | TUR    | GBR 42 | ESP 16  | AUS    |       | -    | 0      |
| 2019 | Nil Solans               | Ford Fiesta R5        | MON | SWE    | MEX    | FRA Ret | ARG    | CHI    | POR    | ITA Ret | FIN     | GER    | TUR    | GBR     |        |       | -    | 0      |
| 2019 | Nil Solans               | VW Polo GTi R5        |     |        |        |         |        |        |        |         |         |        |        |         | ESP 21 | AUS C | -    | 0      |
| 2021 | Hyundai 2C Competition   | Hyundai i20 Coupe WRC | MON | ART    | CRO    | POR     | ITA    | SAF    | EST    | BEL     | GRE     | FIN    | ESP 8  | MNZ     |        |       | 24º  | 4      |

### WRC 2
| Año  | Equipo           | Automóvil       | 1   | 2   | 3     | 4       | 5     | 6     | 7   | 8       | 9       | 10  | 11     | 12     | 13    | 14  | Pos. | Puntos |
| ---- | ---------------- | --------------- | --- | --- | ----- | ------- | ----- | ----- | --- | ------- | ------- | --- | ------ | ------ | ----- | --- | ---- | ------ |
| 2015 | ACSM Rallye Team | Peugeot 208 T16 | MON | SWE | MEX   | ARG     | POR   | ITA   | POL | FIN     | DEU 7   | AUS | FRA 7  | ESP 14 | GBR 8 |     | 20º  | 20     |
| 2018 | Nil Solans       | Ford Fiesta R5  | MON | SWE | MEX 7 | FRA 7   | ARG 5 | POR 9 | ITA | FIN     | GER Ret | TUR | GBR 13 | ESP 5  | AUS   |     | 12º  | 34     |
| 2019 | Nil Solans       | Ford Fiesta R5  | MON | SWE | MEX   | FRA Ret | ARG   | CHI   | POR | ITA Ret | FIN     | GER | TUR    | GBR    |       | AUS | 47.º | 2      |
| 2019 | Nil Solans       | VW Polo GTi R5  |     |     |       |         |       |       |     |         |         |     |        |        | ESP 9 |     | 47.º | 2      |

### WRC 3
| Año  | Equipo     | Automóvil       | 1   | 2   | 3   | 4     | 5   | 6     | 7     | 8     | 9     | 10    | 11    | 12  | 13  | Pos. | Puntos |
| ---- | ---------- | --------------- | --- | --- | --- | ----- | --- | ----- | ----- | ----- | ----- | ----- | ----- | --- | --- | ---- | ------ |
| 2017 | Nil Solans | Ford Fiesta R2T | MON | SWE | MEX | FRA 2 | ARG | POR 2 | ITA 1 | POL 1 | FIN 2 | GER 3 | ESP 1 | GBR | AUS | 1º   | 129    |

### JWRC
| Año  | Equipo     | Automóvil       | 1   | 2   | 3   | 4     | 5   | 6   | 7     | 8     | 9     | 10    | 11    | 12  | 13  | Pos. | Puntos |
| ---- | ---------- | --------------- | --- | --- | --- | ----- | --- | --- | ----- | ----- | ----- | ----- | ----- | --- | --- | ---- | ------ |
| 2017 | Nil Solans | Ford Fiesta R2T | MON | SWE | MEX | FRA 1 | ARG | POR | ITA 1 | POL 1 | FIN 2 | GER 2 | ESP 1 | GBR | AUS | 1º   | 176    |

### ERC
| Año  | Equipo            | Automóvil              | 1     | 2      | 3       | 4       | 5       | 6     | 7       | 8      | Pos. | Puntos |
| ---- | ----------------- | ---------------------- | ----- | ------ | ------- | ------- | ------- | ----- | ------- | ------ | ---- | ------ |
| 2020 | Team Vito Škoda   | Škoda Fabia R5 evo     | ITA   | LAT    | POR     | HUN     | ESP EX  |       |         |        | -    | 0      |
| 2021 | Rallye Team Spain | Škoda Fabia Rally2 evo | POL 4 | LAT 11 | ITA Ret | CZE     | AZO Ret | POR 5 |         |        | 7.º  | 50     |
| 2021 | Team MRF Tyres    | Hyundai i20 N Rally2   |       |        |         |         |         |       | HUN Ret |        | 7.º  | 50     |
| 2021 | Team MRF Tyres    | Hyundai i20 R5         |       |        |         |         |         |       |         | ESP 13 | 7.º  | 50     |
| 2022 | Rallye Team Spain | VW Polo GTi R5         | POR 1 | AZO    |         |         | LAT     | ITA   | CZE     | TBA    | 2.º* | 65*    |
| 2022 | Nil Solans        | VW Polo GTi R5         |       |        | ESP 1   |         |         |       |         |        | 2.º* | 65*    |
| 2022 | Nil Solans        | Hyundai i20 N Rally2   |       |        |         | POL Ret |         |       |         |        | 2.º* | 65*    |

### Súper Campeonato de España de Rally
| Año  | Equipo                   | Automóvil              | 1     | 2   | 3     | 4     | 5     | 6       | Pos. | Puntos |
| ---- | ------------------------ | ---------------------- | ----- | --- | ----- | ----- | ----- | ------- | ---- | ------ |
| 2020 | Escudería Motor Terrassa | Škoda Fabia R5         | LOR 1 | FER | TDA 1 |       | MAD 2 |         | 2º   | 68     |
| 2020 | Escudería Motor Terrassa | Škoda Fabia Rally2 evo |       |     |       | NUC 6 |       |         | 2º   | 68     |
| 2020 | Team Vito Škoda          | Škoda Fabia Rally2 evo |       |     |       |       |       | CAN DES | 2º   | 68     |

### Campeonato de España de Rally
| Año  | Equipo                   | Automóvil               | 1   | 2   | 3       | 4     | 5       | 6   | 7   | 8   | 9       | 10    | Pos. | Puntos |
| ---- | ------------------------ | ----------------------- | --- | --- | ------- | ----- | ------- | --- | --- | --- | ------- | ----- | ---- | ------ |
| 2015 | RMC Motorsport           | Mitsubishi Lancer Evo X | VDA | CNR | SMO Ret | RBX   | OUR     | FER | PDA | LLA | MAD     |       | -    | 0      |
| 2016 | ACSM Rallye Team         | Peugeot 208 T16         | CNR | ADE | SMO     | FER   | CAN     | OUR | PDA | LLA | MED Ret | MAD 3 | 27º  | 27     |
| 2017 | ACSM Rallye Team         | Škoda Fabia R2          | SMO | CAN | ADE Ret | OUR   | FER     | PDA | LLA | CAN | MED     | MAD   | -    | 0      |
| 2020 | Escudería Motor Terrassa | Škoda Fabia Rally2 evo  | OUR | FER | PDA     | MED 8 |         | MAD |     |     |         |       | 20º  | 17     |
| 2020 | Team Vito Škoda          | Škoda Fabia Rally2 evo  |     |     |         |       | CAN DES |     |     |     |         |       | 20º  | 17     |

### Campeonato de España de Rally de Tierra
| Año  | Equipo                   | Vehículo                | 1       | 2     | 3       | 4      | 5     | 6     | 7   | 8   | Posición | Puntos |
| ---- | ------------------------ | ----------------------- | ------- | ----- | ------- | ------ | ----- | ----- | --- | --- | -------- | ------ |
| 2013 | Escudería Motor Terrassa | Peugeot 207 RC          | CER 7   | LOR 8 | URG 10  | BIE 5  | SER 7 |       |     |     | 3º       | 121    |
| 2013 | Escudería Motor Terrassa | Mini Cooper Countryman  |         |       |         |        |       | BIE 2 |     |     | 3º       | 121    |
| 2014 | Escudería Motor Terrassa | Ford Fiesta R2          | LOR 11  |       |         | BIE 10 |       |       |     |     | 2º       | 124    |
| 2014 | Escudería Motor Terrassa | Škoda Fabia S2000       |         | GAL 2 |         |        |       |       |     |     | 2º       | 124    |
| 2014 | Escudería Motor Terrassa | Mitsubishi Lancer Evo X |         |       | AND Ret |        | CER 1 | RIO 1 |     |     | 2º       | 124    |
| 2015 | RMC Motorsport           | Mitsubishi Lancer Evo X | LOR 4   | NAV 4 | GAL Ret | BIE    | CER   | EXT   | MAL |     | 14º      | 50     |
| 2016 | Escudería Motor Terrassa | Peugeot 208 R2          | LOR Ret | NAV   | GAL     | BIE    | CER   | EXT   | CTG | POZ | -        | 0      |
| 2020 | Escudería Motor Terrassa | Škoda Fabia R5          | LOR 1   | AUG 1 | MAD 2   |        |       |       |     |     | 1º       | 108    |

| Predecesor: Simone Tempestini | Campeón Mundial Junior 2017 | Sucesor: Emil Bergkvist  |
| Predecesor: Simone Tempestini | Campeón WRC 3 2017          | Sucesor: Enrico Brazzoli |
| Predecesor: Xavi Pons         | Campeón CERT 2020           | Sucesor: Iván Ares       |